# 안녕 자두야
《안녕 자두야》(영어: Hello Jadoo 헬로 자두[*])는 대한민국의 만화가 이빈이 1997년 9월부터 《월간 파티》에 연재한 만화이자 2011년, 2012년, 2015년, 2017년에 투니버스(CJ ENM 방송사업부문), 아툰즈가 프로덕션을, 한국예술종합학교 애니메이션과가 시즌 1의 애니메이션 프리 프로덕션을 맡아 제작한 애니메이션이다.

만화가 이빈의 실제 추억을 바탕으로 약간 각색하여 만든 작품으로 작중 시기는 주로 1979년(광범위하게는 1978년 ~ 1980년대 초반)이며, 배경지는 대한민국 서울특별시 동작구 흑석동으로 설정되어 있다. 2015년 12월 25일 현재 단행본이 23권까지 출간되었으며,《안녕 자두야》라는 제목 외에도 올컬러로 채색된 판형이 《엄마는 단짝친구》라는 제목으로 출간되고 있다. 애니메이션의 경우 2010년 초에 투니버스에서 총 4편이 시범 제작된 《안녕 자두야 - 엄마는 단짝친구》라는 작품도 투니버스에서 방영이 되었다.

## 방송 시간
| 방송 채널 | 방송 기간                          | 시즌 | 방송 시간 |
| --------- | ---------------------------------- | ---- | --------- |
| SBS TV    | 2011년 7월 18일 ~ 2011년 10월 4일  | 1    | 종료      |
| 투니버스  | 2012년 10월 18일 ~ 2013년 12월 5일 | 2    | 종료      |
| SBS TV    | 2015년 11월 9일 ~ 2016년 2월 1일   | 3    | 종료      |
| SBS TV    | 2017년 11월 26일 ~ 2018년 4월 1일  | 4    | 종료      |
| SBS TV    | 2023년 1월 18일 ~ 2023년 4월 29일  | 5    | 종료      |
| SBS TV    | 2025년 1월 8일 ~ 2025년 5월 7일    | 6    | 종료      |

## 줄거리
이 작품은1980년대~1990년대에 사는 말괄량이 소녀 최자두와 그 가족들과 친구들의 이야기다. 술을 좋아해 아내에게 야단맞는 아빠인 최호돌, 짠순이 엄마인 김난향, 그리고 똑순이 여동생인 최미미, 깨끗한걸 좋아하는 동생인 최승기 등 다섯 가족의 유쾌하고 가슴이 따뜻한 이야기를 담았다. 친구들과 겪는 좌충우돌 이야기가 보는 이에게 아기자기한 재미와 웃음을 선사한다.

## 단행본
| 권차 | 출시일           | 부제 목록 |
| ---- | ---------------- | --- |
| 1권  | 1998년 10월 23일 | - 1화 《생활계획표》 - 2화 《응가와 목욕》 - 3화 《가을 운동회》 - 4화 《애기의 크리스마스》 - 5화 《불우이웃을 도웁시다!》 - 6화 《엄마와 한판승 (1)》 - 7화 《엄마와 한판승 (2)》 - 8화 《좋으면 좋다고 말을 해!》 - 9화 《어버이날 선물 대소동》 - 10화 《내 짝꿍》 - 11화 《엄마의 빈자리》 - 12화 《외할머니댁에 가다 (1)》 - 13화 《외할머니댁에 가다 (2)》 - 14화 《자매전쟁》 |
| 2권  | 1999년 4월 22일  | - 15화 《컬러 TV 소동》 - 16화 《자두네집 월동준비》 - 17화 《엄마, 내 세벳돈 어디 갔어요?》 - 18화 《장발장의 첫사랑 (전편)》 - 19화 《장발장의 첫사랑 (후편)》 - 20화 《극장구경》 - 21화 《자두의 보람찬(?) 겨울방학》 - 22화 《자두와 프로이드 할아버지》 - 23화 《아빠, 힘내세요!》 - 24화 《야구가 좋아요》 - 25화 《우리 같이 화장실에서 피리를 불어요》 |
| 3권  | 1999년 8월 26일  | - 26화 《'육백만불의 사나이'와 '육십만원 정도의 꼬맹이'》 - 27화 《아빠! 사고치다!!》 - 28화 《엄마의 사각모》 - 29화 《자두의 몸에도 봄이 왔어요?!》 - 30화 《우리 고모가 간첩?》 - 31화 《수두마마 납신다!!》 - 32화 《바늘 도둑이 소도둑 된다?!》 - 33화 《엄마의 춤바람?》 - 34화 《아빠는 참새 사냥꾼》 - 35화 《그런 슬픈 눈으로 나를 보지 말아요 (上)》 - 36화 《그런 슬픈 눈으로 나를 보지 말아요 (下)》 - 37화 《나의 아름다운 불량식품》 - 38화 《어린날의 호기심》 - 39화 《일일공부·장학교실》               |
| 4권  | 2000년 2월 26일  | - 40화 《착해지긴 너무 힘들어~》 - 41화 《자두가 술독에 빠진 날》 - 42화 《여름 풍경》 - 43화 《라면 이야기》 - 44화 《'구미호'와 '천년호' 그리고 '얼굴 없는 미녀'…??》 - 45화 《자두! 또 다시 돈 밝히다! (1)》 - 46화 《자두! 또 다시 돈 밝히다! (2)》 - 47화 《17년 후의 크리스마스》 - 48화 《산타 할아버지 오신대요~♬》 - 49화 《연탄가스 대사건》 - 50화 《겨울엔 뜨개질을 합시다♡》 - 51화 《내 친구 매미》 - 52화 《엄마의 민간 처방》 - 53화 《평양 박치기》 - 54화 《딸기의 꿈》 - 55화 《팔월이라 한가위는~♬》 |
| 5권  | 2000년 8월 24일  | - 56화 《아빠! 쥐 잡아 줘~!!》 - 57화 《그게 아마 첫사랑…》 - 58화 《아빠, 영구되다!!》 - 59화 《엄마와 제비》 - 60화 《가정 예배 보는 날》 - 61화 《아기다리고기다리던(?) 소풍》 - 62화 《스카이 콩콩 대소동》 - 63화 《선생님! 빨리 돌아오세요~》 - 64화 《나는 왼손잡이야~》 - 65화 《안녕, 곰돌아…》 - 66화 《똥이 김선돌》 - 67화 《자두가 도둑이라구~?!》 - 68화 《혼분식을 하자!》 - 69화 《우리도 커피가 먹고 싶어요~》 - 70화 《아름다운 시절》                                                                 |
| 6권  | 2001년 9월 22일  | - 71화 《자두, 또다시 똥봉변…?》 - 72화 《상상만 하면 돼!!》 - 73화 《그 해 겨울은 따뜻했네…》 - 74화 《엄마 없는 하늘 아래… (1)》 - 75화 《엄마 없는 하늘 아래… (2)》 - 76화 《엄마! 나도 침대 사줘요~!!》 - 77화 《수상하고 불길한 꽃놀이》 - 78화 《애기에게 무슨 일이 일어났는가-》 - 79화 《오빠부대》 - 80화 《등화관제 훈련?》 - 81화 《우물귀신》 |
| 7권  | 2002년 9월 24일  | - 82화 《미션 임파서블!!―여름방학 숙제!!》 - 83화 《자두네 집 수해나다!!》 - 84화 《OLD IS BUT GOOD IS》 - 85화 《별명》 - 86화 《온돌방의 추억》 - 87화 《이번엔 할머니?!!》 - 88화 《꽃 따러 갈 때는…》 - 89화 《전화 이야기》 - 90화 《축구를 합시다!!》 - 91화 《엄마! 제발 말로 하세요~!》 - 92화 《질풍의 여름방학》 |
| 8권  | 2003년 10월 15일 | - 93화 《새 학기 전날》 - 94화 《봤다, 안 봤다?!》 - 95화 《이를 잡자!》 - 96화 《미미의 봄》 - 97화 《우물 속에 사는 아이》 - 98화 《25년 전… 어느 여름날의 하루》 - 99화 《추석괴담(?)》 - 100화 《벌의 복수를 조심해!!》 - 101화 《겨울이 왔어요!》 - 102화 《방안에 화장실(?)》 - 103화 《미래의 세계(?)》 - 스페셜편 《잃어버린 것을 찾아서…》 |
| 9권  | 2005년 4월 25일  | - 104화 《공포의 불주사》 - 105화 《겨울의 맛》 - 106화 《한강 다리 잔혹사?》 - 107화 《미미에게만 있는 것》 - 108화 《과일의 왕 바나나??》 - 109화 《지우고 싶은 순간》 - 110화 《유리겔라 초능력 대소동》 - 111화 《비닐우산의 노래》 - 112화 《설날의 손님》 - 113화 《113 수사본부》 - 114화 《한강다리 잔혹사 II》 - 115화 《올챙이와 개구리》 |
| 10권 | 2006년 4월 8일   | - 116화 《최고의 선물》 - 117화 《자두… 게임 폐인 되다!!》 - 118화 《엄마와 병아리》 - 119화 《우리 할아버지 귀신》 - 120화 《엄마 VS 아빠》 - 121화 《패션 80's》 - 122화 《내가 좋아하는 냄새?》 - 123화 《자두가 춘향이 된 사연은?》 - 124화 《친구의 집은 어디일까?》 - 125화 《<미션 임파서블!!> 세벳돈을 지켜라!! (1)》 - 126화 《<미션 임파서블!!> 세벳돈을 지켜라!! (2)》 - 127화 《남들 다 하는 과외(?)》 |
| 11권 | 2007년 4월 15일  | - 128화 《'바보' 영길이》 - 129화 《10살의 키스》 - 130화 《보조개가 갖고 싶어♡》 - 131화 《막내동생》 - 132화 《복이 깃든 장롱》 - 133화 《자두네 극단!! 대 열연!!》 - 134화 《그 땐 왜 그렇게 안경이 쓰고 싶었을까?》 - 135화 《새해의 소원》 - 136화 《밸런타인 초콜렛은 누구에게로?》 - 137화 《꾀병의 날》 - 138화 《연탄가게 아가씨》 - 139화 《가난의 추억》 |
| 12권 | 2008년 9월 15일  | - 140화 《엄마의 보물》 - 141화 《콩나물 도둑》 - 142화 《봉숭아물 들이기 너무 힘들어!》 - 143화 《꿈(?)은 이루어진다!!!》 - 144화 《역지사지(易地思之)》 - 145화 《음식은 골고루!!》 - 146화 《추억의 로라장》 - 147화 《나도 화장하고 싶어요♡》 - 148화 《우유가 싫어요!!》 - 149화 《누나들에게 맡겨 줘~♡》 - 150화 《내 다리 내놔 (2)》 - 151화 《최초의 친구》 |
| 13권 | 2009년 5월 15일  | - 152화 《아빠의 선물》 - 153화 《엄마… 안녕…!! (1)》 - 154화 《엄마… 안녕…!! (2)》 - 155화 《엄마의 사과》 - 156화 《비극의 가을소풍 (1)》 - 157화 《비극의 가을소풍 (2)》 - 158화 《절약의 끝은…?》 - 159화 《환상 속의 그대》 - 160화 《기묘한 이야기 (1)》 - 161화 《기묘한 이야기 (2)》 - 162화 《성탄절 연극 소동》 - 163화 《현금동자》 |
| 14권 | 2010년 6월 15일  | - 164화 《삼각관계 (1)》 - 165화 《삼각관계 (2)》 - 166화 《오늘이 바로 그 날!!》 - 167화 《너무나 아픈(?) 여름 피서》 - 168화 《엄마! 내 '프라이버시'를 지켜 주세요!!》 - 169화 《살이 찌는 꿈(?)》 - 170화 《책임져!!》 - 171화 《우리 엄마는 귀신?》 - 172화 《기인우천(起人憂天)》 - 173화 《얼지 마, 죽지 마, 부활할 거야.》 - 174화 《나도 오빠가 있었으면 좋겠다…》 - 175화 《엄마가 좋아하는 것?》 |
| 15권 | 2011년 6월 30일  | - 176화 《우리가 바라는 아빠 (1)》 - 177화 《우리가 바라는 아빠 (2)》 - 178화 《미미의 반전(反戰)》 - 179화 《엄마가 학교에 오는 게 싫어요!!》 - 180화 《땅을 보고 걸어요~!!》 - 181화 《편식을 고치는 방법에 대하여…》 - 182화 《가난이여~ 제발 안녕!!》 - 183화 《치즈의 추억》 - 184화 《엄마 아빠의 결혼기념일 소동 (1)》 - 185화 《엄마 아빠의 결혼기념일 소동 (2)》 - 186화 《연탄불 갈기는 너무 어려워…!》 |
| 16권 | 2012년 4월 30일  | - 187화 《내 사랑의 방해자!! (1)》 - 188화 《내 사랑의 방해자!! (2)》 - 189화 《초대받지 못한 손님》 - 190화 《건강에 좋대요!》 - 191화 《넌 내게 반했어♡》 - 192화 《잘못된 만남 (1)》 - 193화 《잘못된 만남 (2)》 - 194화 《럭키 보이 (LUCKY BOY)》 - 195화 《청국장의 역습》 - 196화 《신발이 없는 아이》 - 197화 《말괄량이 길들이기》 |
| 17권 | 2012년 9월 19일  | - 198화 《누룽지와 똥팔이 (1)》 - 199화 《누룽지와 똥팔이 (2)》 - 200화 《신체검사 하는 날은 조심하세요~!》 - 201화 《엄마의 아르바이트》 - 202화 《가문의 영광》 - 203화 《우리 애기는 '몬도가네'…?》 - 204화 《체력장 연습은 하지 마세요~!》 - 205화 《뛰는 놈 위에 나는 놈(?)》 - 206화 《뷔페의 전설!!》 - 207화 《백구 이야기》 - 208화(특별편) 《그녀가 딱지를 모으는 이유》 |
| 18권 | 2013년 3월 20일  | - 209화 《사차원 패밀리》 - 210화 《누룽지 이야기》 - 211화 《광속 스캔들♡》 - 212화 《엄마의 다이어트》 - 213화 《딸기가 좋아♡》 - 214화 《COMEBACK HOME♡》 - 215화 《그 겨울의 찻집》 - 216화 《MAGIC OR GAG? (1)》 - 217화 《MAGIC OR GAG? (2)》 - 218화 《나도 인삼 줘-!》 - 219화(특별편) 《신정 VS 구정》 |
| 19권 | 2013년 9월 30일  | - 220화 《'엄마 말씀을 잘 들으면 자다가도 떡이 생긴다'…? (1)》 - 221화 《'엄마 말씀을 잘 들으면 자다가도 떡이 생긴다'…? (2)》 - 222화 《인기투표》 - 223화 《자두와 미미가 똑같아요?》 - 224화 《떡볶이 전쟁》 - 225화 《환경 미화는 '십시일반'으로~!!》 - 226화 《한입만!》 - 227화 《월요병 탈출기》 - 228화 《친절한 호돌 씨》 - 229화 《키 컸으면…!!》 |
| 20권 | 2014년 3월 24일  | - 230화 《내 미래의 신랑감은 누구?》 - 231화 《엄마, 또다시 아르바이트!!》 - 232화 《딱 걸렸어!》 - 233화 《자두 켈러와 미자 설리번》 - 234화 《곤충채집》 - 235화 《배가본드(Vagavond): 방랑자》 - 236화 《시작이 반이다!》 - 237화 《폭풍의 노래자랑 대회 (1)》 - 238화 《폭풍의 노래자랑 대회 (2)》 - 239화 《나의 마니또는 누구?》 - 240화(특별편) 《WOULD YOU LIKE '떡볶이'…?》 |
| 21권 | 2014년 11월 25일 | - 241화 《청개구리의 봄》 - 242화 《말썽왕국 (부제: Broken)》 - 243화 《우사인 볼트처럼!》 - 244화 《내 방이 필요해!》 - 245화 《귀여운 것이 좋아?》 - 246화 《아빠 VS 자두》 - 247화 《24시간이 모자라…》 - 248화 《민들레 홀씨처럼…》 - 249화 《목이 삐끗!》 - 250화 《아빠의 여자친구를 소개합니다!》 - 251화 《HOME SWEET HOME♡》 |
| 22권 | 2015년 6월 25일  | - 252화 《최고의 복수》 - 253화 《늦더위 사냥》 - 254화 《개와 고양이의 우정》 - 255화 《당신이… 하지 못하는 이유》 - 256화 《나도 걸 스카우트!》 - 257화 《남자의 계절》 - 258화 《가족의 창피한 비밀》 - 259화 《내 사랑 순대♡》 - 260화 《크리스마스는 친구와 함께♡》 - 261화 《아빠의 금연 (1)》 - 262화 《아빠의 금연 (2)》 |
| 23권 | 2015년 12월 25일 | - 263화 《우리 집에 오지 마!》 - 264화 《민지 GOT TALENT》 - 265화 《미미의 소꿉놀이》 - 266화 《자두괴담 (부제: 자두가 남자라고?)》 - 267화 《소금 얻어 오너라~!》 - 268화 《착각도 유분수》 - 269화 《'왕따'는 안 돼요!》 - 270화 《무서운 것이 좋아》 - 271화 《내 친구 바야바 (1)》 - 272화 《내 친구 바야바 (2)》 - 273화 《당신의 버릇》 |
| 24권 | 2016년 5월 25일  | - 274화 《침묵의 살인자》 - 275화 《극혐 -> 극호》 - 276화 《엄마는 두 얼굴》 - 277화 《사마귀의 왕자》 - 278화 《우리말을 사랑합시다》 - 279화 《엄마는 점쟁이》 - 280화 《도대체 그런 말은 어디서 나왔는지》 - 281화 《언니와 나》 - 282화 《웬만해선 그들을 막을 순 없다》 - 283화 《몽둥이… 어디까지 맞아 봤니…?》 - 284화 《그 많던 참치는 누가 다 먹었을까?》 |
| 25권 | 2016년 11월 21일 | - 285화 《메밀묵~ 찹쌀떡~♬》 - 286화 《밸런타인 데이에는 꼴뚜기 젓갈♥》 - 287화 《땅거지의 법칙》 - 288화 《너 혈액형이 뭐야?》 - 289화 《아들과 딸》 - 290화 《선물 좀 받아 주세요》 - 291화 《별게 다 부러운 소녀》 - 292화 《누가 진짜 언어 파괴자?》 - 293화 《기싱 꿍 꼬또~ (부제: 귀신 꿈 꿨어~)》 - 294화 《아끼다 X 된다》 |
| 26권 | 2017년 4월 25일  | - 295화 《잘 키운 딸 하나 열 아들 안 부럽다》 - 296화 《하늘에서 송충이가 내려온다면》 - 297화 《환상의 여동생 (1)》 - 298화 《환상의 여동생 (2)》 - 299화 《아빠는 비밀 요리사》 - 300화 《들장미 소녀 민지》 - 301화 《겨울 냄새》 - 302화 《딸기와 크레파스 (1)》 - 303화 《딸기와 크레파스 (2)》 - 304화 《성탄제》 |
| 27권 | 2017년 10월 25일 | - 305화 《설날의 복수》 - 306화 《나는 자연인이다》 - 307화 《월척의 꿈 (1)》 - 308화 《월척의 꿈 (2)》 - 309화 《돌돌아~ 살 좀 빼자》 - 310화 《나비 효과 (1)》 - 311화 《나비 효과 (2)》 - 312화 《취미는 우표 수집》 - 313화 《달마산에서 생긴 일 (1)》 - 314화 《달마산에서 생긴 일 (2)》 |
| 28권 | 2018년 2월 25일  | - 315화 《엄마가 잠 못 드는 이유》 - 316화 《배신의 조별 과제》 - 317화 《더위를 피하는 방법》 - 318화 《또 하나의 우정》 - 319화 《악마의 재능》 - 320화 《우리 삼촌은 철벽남》 - 321화 《마지막 잎새 (1)》 - 322화 《마지막 잎새 (2)》 - 323화 《귀여운 도둑 ♡ 예쁜 도둑》 - 324화 《가난 배틀》 |
| 29권 | 2018년 9월 25일  | - 325화 《넌 커서 뭐가 될래?》 - 326화 《네버엔딩 다이어트》 - 327화 《사랑은 움직이는 거야》 - 328화 《우리가 사랑한 소녀들(1)》 - 329화 《우리가 사랑한 소녀들(2)》 - 330화 《아빠의 술버릇》 - 331화 《신나는 잠옷 파티》 - 332화 《너의 괴식을 말해 봐》 - 333화 《쑥 캐러 가세~♬》 - 334화 《이상한 유전》 |
| 30권 | 2019년 1월 28일  | - 335화 《미신의 여왕》 - 336화 《공이 무서워》 - 337화 《외갓집 캠프(1)》 - 338화 《외갓집 캠프(2)》 - 339화 《외갓집 캠프(3)》 - 340화 《외갓집 캠프(4)》 - 341화 《태풍 전야》 - 342화 《너와 나의 징크스》 - 343화 《나도 한복 입고 싶어요》 - 344화 《어느 추운 날의 김치밥》 |
| 31권 | 2019년 6월 12일  | - 345화 《내게 거짓말을 해 봐》 - 346화 《어른 입맛》 - 347화 《그녀를 믿지 마세요》 - 348화 《나만의 엄마》 - 349화 《마지막 날의 손님》 - 350화 《너는 떡을 썰어라! 나는 글을 쓸 테니!》 - 351화 《비교 좀 하지 마세요》 - 352화 《설날의 구세주》 - 353화 《폐품의 여왕》 - 354화 《아시타비(我是他非)》 |
| 32권 | 2019년 11월 6일  | - 355화 《우리 사이?》 - 356화 《최승기와 아이들》 - 357화 《내가 발명왕》 - 358화 《우리 삼촌의 첫사랑♡》 - 359화 《한여름 밤의 웬수》 - 360화 《미션 임파서블!! 딸꾹질을 멈춰라!!》 - 361화 《제발 그러지 좀 마!》 - 362화 《엄마의 새로운 헤어스타일》 - 363화 《너와 나만의 비밀이야》 - 364화 《엄마, 아빠, 제발 부부 싸움 해 주세요》 |
| 33권 | 2020년 3월 25일  | - 365화 《어디 가니? 누룽지야(1)》 - 366화 《어디 가니? 누룽지야(2)》 - 367화 《어디 가니? 누룽지야(3)》 - 368화 《나 홀로 집에》 - 369화 《지각의 이유》 - 370화 《나는 리모컨이다》 - 371화 《초콜릿, 누구에게 줄까?》 - 372화 《김장 김치의 미스터리》 - 373화 《단벌 숙녀》 - 374화 《크리스마스의 만찬》 |
| 34권 | 2021년 10월 25일 | - 375화 《너만 몰라!》 - 376화 《환상 속의 그대》 - 377화 《독감 대유행!》 - 378화 《창피한 게 닮았다》 - 379화 《여왕님의 후계자》 - 380화 《조퇴 대작전 (부제:집에 오는 길)》 - 381화 《개구리 왕자님》 - 382화 《복수의 화이트데이 사탕》 - 383화 《악몽의 벚꽃 놀이(1)》 - 384화 《악몽의 벚꽃 놀이(2)》 |

## 등장인물

### 자두의 부모님
김난향
자두의 엄마.
최호돌
자두의 아빠.

### 가족/친구들
최자두
주인공. 쾌활한 개구쟁이며 힘이 세고 먹는 걸 좋아한다. 운동을 잘해 남자애들이 축구할 때 자기팀으로 넣으려고 한다. 진달래처럼 가족들 중에서 자두의 아버지랑 자두의 할머니가 북한에 있는 평양 출신이다.
이앵두
미래 자두의 딸.
최미미
자두의 여동생. 이앵두의 이모.
최승기
자두의 남동생. 이앵두의 외삼촌.
김민지
자두네 반 모범생 소녀로 자두의 단짝친구이다. 하수구 냄새, 록을 좋아했었으며, 자두를 만나기 전에는 성격이 달랐다.
이윤석
자두의 소꿉친구. 자두를 짝사랑한다.
김선돌
자두네 반 소년으로 돌돌이라는 별명을 가지고 있으며, 부친이 자본가라서 집안이 잘 나가는 부잣집의 아들. 자두와는 서로 티격태격하는 사이지만 그래도 친구 사이이다. 이빈 작가의 남편을 이 캐릭터의 모델로 삼아 그렸다.
윤순기
별명은 딸기이며 본명 대신 이 별명으로 자주 불린다. 자두와 같은 학교를 다니는 학생이며 아빠와 엄마는 빵집을 운영하고 있다.(시즌 3 기준) 혈액형은 AB형. '윤순미'라는 이름의 여동생이 있다.
이은희
자두의 같은 반으로, 모든 게 자기의 행동으로, 돌아가는 줄 안다. 부잣집의 딸이다. 자신을 자랑하는 것을 좋아한다. 은희도 착한 면이 있긴 하지만 친구들은 은희를 별로 좋아하지 않는다.
장성훈
자두네 반에 전학 온 병약한 친구. 자두를 짝사랑하며 윤석이와 사랑의 라이벌이다. 부잣집 도련님이며 집사님이 계시다.
정수진
김선돌이 맹장 수술로 입원했을 때 같은 병실에 입원했던 거식증 소녀.
왕따, 따돌림 등의 학교폭력을 경험한 것에 의한 스트레스로 집에서까지 식사를 거부하다 거식증에 걸려 입원을 했었다.
하지만, 자두가 수진의 상처를 알고 "밥을 잘먹게 해주는 예쁜 친구" 라고 말하며 수진이 본인에게 다가가자, 마음을 열고 자두와 친해지게 되었다. 이후, 회복되어 시즌6에서는 자두네 반으로 전학을 오는데, 처음에는 자두 외 친구들에게 다가가는 것이 서툴고 민지와 자두가 어울리는 모습을 꺼려하였지만, 자두의 도움을 받아 잘 적응해 나아간다.
진달래
성우는 양정화. 탈북자 출신이며, 안녕 자두야 스페셜에 나오는 오리지널 캐릭터. 자두네 반으로 전학 온다. 예쁜 외모를 가지고 있는 미소녀로 북한 출신이라서 골키퍼를 문지기라고 하였고 TV에서 춤추고 있는 아이돌을 보고 다리매가 참 예쁘다고 했다. 자두네 반에서 진달래에 대한 이상한 소문이 돌자 자두 일행은 진달래의 집에 찾아가 집을 수색하다가 들켜버려 자두 일행에게 북한에서 왔다고 고백한다. 이 때 자두는 무지 반가워하는데 사실은 자두의 아버지랑 할머니도 북한에 있는 평양 출신이었기 때문이다.

### 그 외
이미자
자두의 담임 선생님으로 가끔 자두를 야단 칠 때가 있으나 마음씨가 좋아 아이들에게 존경을 받고 있지만, 2기 14화 자두는 진짜 '예언자?' 편에서 마지막에 모순적인 모습을 보이기도 했다. 1기 7화 "좋으면 좋다고 말해" 편에서 자두가 2학년일 때도 담임을 맡았다는 걸 알 수 있다.
딸기(윤순기)의 아버지
딸기(윤순기)의 아버지로 원작 내의 직업은 분식집 점주이지만 애니메이션 기준으론 빵집 사장과, 군고구마 아저씨이다. 술버릇은 딸기와 딸기의 동생에게 노래 부르게 하기이다.
누룽지
자두네 애완 고양이로 자두네 집앞에 놓여있던 박스 속에 있었지만 언제나 자두를 항상 따라다니며 고양이지만 강아지같은 성격을 지니고 있다.
두두
자두네 안방 장롱 아래에서 살던 두더지이다.
꼬꼬
자두가 학교 앞 정문에서 병아리인 줄 알고 사와서 키운 타조.
김누리
이기적인 사고의 다른 반 아이. 자두와 민지 사이를 갈라놓기도 하고 딸기네 빵집을 위생 불량으로 신고하기도 한다.

## 목소리 출연
- 여민정: 최자두
- 양정화: 김난향(엄마), 이앵두
- 최준영: 최호돌(아빠)
- 정유미: 최미미, 김선돌(돌돌이)
- 김현지: 최승기, 두두(1기)
- 정혜옥: 김민지, 누룽지, 이모
- 김영은: 이윤석, 정수진(5기 '마지막 잎새', 6기) 역
- 김보영: 이미자(자두 담임선생님), 김말순(외할머니), 윤순기, 윤승기
- 김새해: 이은희
- 정혜원: 장성훈, 민지 엄마, 두두
- 홍범기: 김환(자두삼촌)
- 한채언: 친할머니
- 박성태: 민지 큰오빠(김민재)
- 이호산: 민지 둘째오빠(김민수)
- 최승훈: 민지 막내오빠(김민식)
- 선호제: 교장선생님(1기)
- 강호철: 동네 청년
- 김국진: 원반, 정민호, 수위아저씨
- 소정환: 집사, 김선생님, 보디가드
- 김기흥: 사육사
- 박리나: 장미, 이동희
- 김채하: 방애자
- 임윤선: 아줌마
- 김정훈: 김선돌(돌돌이) 아빠, 똥개, 교장선생님(2기)
- 김명준: 박로미, 민지 아빠
- 한신: 남자
- 여윤미: 비둘기
- 권성혁: 하트맨
- 방연지: 장호
- 김율: 김누리(1기), 최승묵, 최성민
- 정유정: 김누리(3기), 영란
- 김가령: 잠의 정령
- 손수호: 6학년 남학생
- 김지율: 교장선생님(3기)
- 이새벽: 3기 단역
- 김신우: 3기 단역

## 주제가
- 파일럿 판, 3기, 5기 Special 오프닝: 〈자두송〉
  - 작사: 석종서
  - 작곡: 김정아
  - 노래: 최자두 (여민정)
- 1~2기, 4기 오프닝: 〈새콤달콤 자두〉
  - 작사: 석종서
  - 작곡: 김정아, 황규동
  - 노래: 박나연
  - 기타: 정용민
  - 녹음실: 벨벳 스튜디오
  - 마스터링: 소닉 코리아
- 1~6기 엔딩: 〈두근두근〉
  - 작사: 석종서
  - 작곡: 김정아, 황규동
  - 노래: 김기원, 박나연
  - 기타: 정용민
  - 녹음실: 벨벳 스튜디오
  - 마스터링: 소닉 코리아

## 제작진
- 기획: 장진원 특별, (1기)
- 기획: 신동식(2기)
- 책임프로듀서: 한지수 특별,(1기) 배숙현 투니버스판
- 프로듀서: 석종서(1기) 배숙현, 석종서, 이종혁, 성인영(2기) 프로듀서: 석종서, 이종혁, 성인영 투니버스판
- 프리 프로덕션 감독: 고세윤(1기),백종석(2기)
- 프리 프로덕션 감독: 백종석 투니버스판
- 메인 프로덕션 감독: 손석우(1,2기, 투니버스판)
- 총괄PD: 이정민(1기)
- 프리프로덕션 총괄PD: 김훈(2기,투니버스판)
- 진행PD: 김정선(2기,투니버스판)
- 진행지원: 조소연(2기)
- 프리프로덕션 PD: 이정익(1기)
- 연출: 석종서
- 조연출: 김주수
- 공동기획: 아툰즈, 투니버스(2기)
- 원작: 이빈
- 제작책임: (심상대, 이진희, 한지수,1,2기)
- 제작책임: 이진희, 한지수 투니버스판
- 시나리오: 조은경(특별)
- 시나리오:(오상민 조민주 1,2기,투니버스판) 정신규(1기) 전지현, 박지연, 윤민항, 김민석(2기,투니버스판)
- 스토리보드: 박승준, 강비오, 이윤정, 곽미라(1기)
- 스토리보드: "스튜디오 고인돌", 곽미라, 박현경, 류정우, 이기석, 강민욱, 김대중, 최현명, 최지훈, 안승희, 최민철, 김재원, 김낙중(2기.투니버스판)
- 스토리기획: 석종서, 이종혁, 성인영(2기,투니버스판)
- 애니메이션 감독: 손석우
- 콘티: 곽미라
- 원화: 손석형, 양세정(특별)
- 원화: 조용환 1,2기 박상목, 김형태 1,2기, 임익환, 손석형, 황경숙, 윤찬기, 김화종(1,2기)
- 원화: 강한철, 김준환, 한철희, 구광민, 최숙자, 정재욱, 황성기, 정영미, 문영환, 최미환, 문필기, 임순자(2기)
- 레이아웃: 문창희(특별)
- 레이아웃: 장정수(1기)
- 레이아웃: 장정수, 조승현, 윤영군(2기,투니버스판)
- 색지정: 주영삼, 명지혜(특별)
- 색지정: 김선아(1기)
- 색지정: 김요한, 안동희(2기)
- 배경 아트웍: 박용재(1기)
- 배경 아트웍: 성순영, 박진숙, 양지희(2기,투니버스판)
- 배경키: 정미경
- 배경: 김기표, 정미경(특별)
- 배경: 양은모, 권성우, 최성민, 한지혜, 김용운, 주다정, 김도이, 김선아(1기)
- 배경: 양지희, 이희경, 최연우, 김영인, 황병희, 성대용, 김미희, 김성우(2기)
- 배경: 양지희, 이희경, 최연우, 김영인, 황병희, 성대용, 김미희, 김성우, 윤동희 투니버스판
- 원화: 조용환, 김형태, 강한철, 김준환, 한철희, 구광민, 최숙자, 정재욱, 황성기, 정영미, 김화종, 문영환, 최미환, 문필기, 임순자, 지은영, 이용범 투니버스판
- 동화작감:(특별) 원화/동화작감: 김정연(1,2기,투니버스판)
- 동화: 김은경(특별)
- 동화: 김세희,((우현숙, 박순천, 강정실(1,2기)), 윤인숙, 이종선, 최은숙(1기)
- 동화: 신광학, 양혜진, 김소영, 최은주, 김용주, 김정림, 김지영 임현정, 공인욱, 정미경, 전미경, 김지현, 오수영, 황진호, 이현걸(2기, 투니버스판)
- 동화: 우현숙, 박순천, 강정실, 신광학, 양혜진, 김소영, 최은주, 김용주,투니버스판
- 스캔/칼라 애니그래픽: 신지수, 홍정희, 신지아(투니버스판)
- 스캔/컬러: 신기수, 신영순(특별)
- 스캔/칼라: 예셀 애니메이션(1기)
- 캐릭터디자인: 박소영(특별)
- 캐릭터디자인: 김다혜(1기)
- 캐릭터디자인: 김요한, 황윤배, 김보경, 박소영(투니버스판)
- 캐릭터디자인: (소품,(색지정:김요한,투니버스판), 황윤배, 김보경,투니버스판)(2기), 박소영(2기)
- 색지정: 안동희 (투니버스판)
- 소품디자인: 강현진(특별)
- 소품디자인: 윤해진(1기)
- 편집: 조남경(특별)
- 편집: 김형태(1,2기), 김학수, 김금구(1,2기), 오수영(1기)
- 편집: 황윤배, 남승환, 김효미, 양지은, 이남희(2기,투니버스판)
- 편집: 김금구, 김효미, 김형태, 투니버스판
- VFX: 안동희(2기, 투니버스판)
- 기술지원: S.B.A. 황인수(2기)
- 효과: 김기표
- 진행: 김상화
- 진행지원: 조소연
- 편성: 김동현, 이명희, 강유미(특별)
- 편성 마케팅: 이명희, 이종혁, 강유미, 이민순, 김민지, 강한별,  조승희, 남궁진아(1기,투니버스판)
- 편성 마케팅: 고은주, 조효진, 이현정, 임소라, 최수연, 이세영, 최현철 (투니버스판)
- 브랜드 디자인: 장우신, 김백준, 신경숙, 홍지예, 최성원, 배성경, 김유나, 김주은, 김지나
- 운행: 서주열, 이민순
- 마케팅: 김지윤, 유선주, 이종혁, 홍지예(특별)
- 마케팅: 고석준(1기)
- 마케팅PD: 조소연(2기,투니버스판)
- 애프터 이펙트: 김수경
- 행정: 문명미, 안정란(투니버스판)
- 포스트 프로덕션 총괄PD: 조일오(2기,투니버스판)
- 마스터 편집: 고재식(2기,투니버스판) 김지선 투니버스판
- 타이틀: 이하경(2기,투니버스판)
- OAP: 장우신, 김백준, 신경숙, 홍지예, 최성원, 배성균, 김보람, 김유나, 이선희, 김주은, 김선철, 오경아(1기)
- 기획: 신동식(1기)
- 메뉴얼 작업: 박수영, 이수경, 표주희(1기)
- 메뉴얼 작업: 박소영, 김은주, 이하경(2기,투니버스판)
- 메뉴얼 작업: 장현주 투니버스판
- 출력편집: 황인수서울애니메이션센터(1기)
- 온라인: 조우찬, 김승환, 차은창, 이신혜
- 조연출: 박승준(1기)
- 녹음연출: 석종서(특별,1기)
- 녹음: 이성주(2기,투니버스판)
- 녹음,믹싱: 김세광(특별)
- 녹음,믹싱,믹싱감독(2기,투니버스판) 박지혜(CIC미디어)(1기)
- 음악감독: 김정아(특별,1,2기,투니버스판)
- 음향효과: 최지걸(특별,1,2기)
- 효과: 김수현, 두지현(2기,투니버스판)
- 효과: 최지걸 (투니버스판)
- BGM: 김정아1,2기,투니버스판 우진호(1기) 박진현, 유태진(2기,투니버스판)
- 종합편집: 심정의(특별)
- 종합편집: 이승철, (장철SBS아트텍)(1기)
- 종합편집: 이근형, 오승훈(2기)
- CG: (김은영,SBS아트텍)
- 녹음실,포스트제작 프로덕션: CIC미디어(1,2기,투니버스판)
- 목소리 연출: 김이경(2기,투니버스판)

2기,투니버스판
- 주제곡 작곡: 황규동, 김정아
- 주제곡 작사: 석종서
- 노래: 박나연, 김기원
- 기타: 정용민
- 녹음실: 벨벳 스튜디오
- C.G: 한혜원
- 마스터링: 소닉 코리아
- 원작출판: ㈜학산문화사(특별,1,2기,투니버스판)
- 홍보지원: 한국산업단지공단(KICOX)(2기,투니버스판)
- 제작지원: 방송통신위원회(특별)
- 제작지원: 한국콘텐츠진흥원(KOCCA)(2기,투니버스판)
- 이벤트지원: 쥬니어네이버(투니버스판)
- Special Thanks to: 한국예술종합학교, 서울애니메이션센터(구로)(1기)
- 제작투자: 투니버스, 아툰즈(1기)
- 제작투자: CJ ENM, 아툰즈, KTH, CICMEDIA(2기,투니버스판)
- 공동기획: 한국전파진흥원(KORPA), 투니버스
- 기획: 아툰즈,투니버스(1기,투니버스판)
- 제작: 아툰즈(특별)
- 공동제작: 아툰즈, 투니버스(1기)

### 인어공주
- 기획·제작: 아툰즈
- 원작: 이빈
- 원작출판: (주)학산문화사
- 제작책임: 이진희, 석종서
- 프리프로덕션 감독: 백종석
- 메인프로덕션 감독: 손석우
- 프리프로덕션: 넥스토리
- 프리프로덕션 총괄PD: 김훈
- 제작진행: 김정선, 조소연
- 시나리오: 조민주
- 캐릭터 디자인: 김요한
- 스토리보드: 최민철
- 소품 디자인·애프터 이펙트: 김수경
- 색지정: 황윤배, 남승환
- 레이아웃: 장정수
- 원화: 김정연, 조용환
- 동화: 문창희, 신광학, 박순천, 우현숙, 윤인숙
- 스캔·칼라: 신기수
- 배경 아트웍: 강승현
- 배경키 칼라: 양지희
- 편집: 김효미
- 메뉴얼: 박소영, 이하경
- 마케팅PD: 조소연
- 포스트프로덕션 총괄: 조일오
- 종합편집: 고재식, 김지선
- 타이틀: 이하경
- 녹음: 이성주
- 믹싱: 박지혜
- 효과: 김수현, 최치걸, 최옥순
- 음악감독: 김정아
- BGM: 김정아, 박진현, 유태진
- 포스트프로덕션: CIC미디어
- 녹음연출: 석종서

## 방영 목록

### 시즌 1
| 회차       | 주제                                                        | 방송일자        |
| ---------- | ----------------------------------------------------------- | --------------- |
| 1화        | 내 이름은 최자두엄마 VS 아빠                                | 2011년 7월 18일 |
| 2화        | 자두가 좋아내가 도둑이라고?                                 | 2011년 7월 19일 |
| 3화        | 우리 딸이 최고엄마의 사과                                   | 2011년 7월 25일 |
| 4화        | 좋으면 좋다고 말해나의 프라이버시를 지켜내줘                | 2011년 7월 26일 |
| 5화        | 자매 전쟁엄마 없는 하늘 아래                                | 2011년 8월 1일  |
| 6화        | 자두, 할머니 댁에 가다나와 함께 춤을                        | 2011년 8월 2일  |
| 7화        | 자두와 병아리엄마의 자두의 한판승                           | 2011년 8월 8일  |
| 8화        | 천국 노래자랑내 친구 매미                                   | 2011년 8월 9일  |
| 9화        | 아빠 사고 치다남들 다하는 과외                              | 2011년 8월 16일 |
| 10화       | 공포특집착해지긴 힘들어                                     | 2011년 8월 16일 |
| 11화       | 예뻐지고 싶어자두, 춘향이가 된 사연                         | 2011년 8월 22일 |
| 12화       | 게임중독엄마의 빈자리                                       | 2011년 8월 23일 |
| 13화       | 발렌타인 데이의 초콜릿은 누구에게?나도 오빠가 있으면 좋겠어 | 2011년 8월 29일 |
| 14화       | 골드레인저삼각관계                                          | 2011년 9월 5일  |
| 15화       | 그런 슬픈 눈으로 보지 마세요할머니는 무서워                 | 2011년 9월 19일 |
| 16화       | 미미의 봄골드레인저 자두                                    | 2011년 9월 20일 |
| 17화       | 성탄절 연극 소동예삐를 찾아라                               | 2011년 9월 27일 |
| 18화       | 선생님, 돌아오세요기묘한 이야기                             | 2011년 9월 27일 |
| 19화       | 최고의 선물더러운 거 싫어                                   | 2011년 10월 4일 |
| 최종화(20) | 엄마, 안녕                                                  | 2011년 10월 4일 |

### 시즌 2
| 회차       | 주제                        | 방송 일자        |
| ---------- | --------------------------- | ---------------- |
| 1화        | 심봤다                      | 2012년 10월 19일 |
| 2화        | 나는야 패셔니스타           | 2012년 10월 25일 |
| 3화        | 가을 운동회                 | 2012년 11월 1일  |
| 4화        | 자두 춘향전                 | 2012년 11월 8일  |
| 5화        | 불우이웃을 도웁시다         | 2012년 11월 15일 |
| 6화        | 고물우산의 노래             | 2012년 11월 22일 |
| 7화        | 넌 내게 반했어              | 2012년 11월 29일 |
| 8화        | 잘못된 만남                 | 2012년 12월 6일  |
| 9화        | 현금 동자                   | 2012년 12월 13일 |
| 10화       | 놀리지 말란 말이야          | 2012년 12월 20일 |
| 11화       | 안녕, 두두                  | 2012년 12월 27일 |
| 12화       | 누룽지                      | 2013년 1월 3일   |
| 13화       | 비극의 가을소풍             | 2013년 1월 10일  |
| 14화       | 우리들이 바라는 아빠        | 2013년 1월 17일  |
| 15화       | 5월은 푸르다                | 2013년 1월 24일  |
| 16화       | 봤다 안봤다                 | 2013년 1월 31일  |
| 17화       | 엄마는 외계인               | 2013년 2월 7일   |
| 18화       | 내 우정의 방해자            | 2013년 2월 14일  |
| 19화       | 뛰는 놈 위에 나는 놈        | 2013년 2월 21일  |
| 20화       | 아, 여름방학                | 2013년 2월 28일  |
| 21화       | 가난이여, 이제 안녕         | 2013년 3월 7일   |
| 22화       | 애기의 크리스마스           | 2013년 3월 14일  |
| 23화       | 닥터자의 탄생               | 2013년 3월 21일  |
| 24화       | 자두의 꿈                   | 2013년 3월 28일  |
| 25화       | 아빠 힘내세요               | 2013년 4월 4일   |
| 26화       | 애정이 필요해               | 2013년 4월 11일  |
| 27화       | 마법의 지니                 | 2013년 4월 18일  |
| 28화       | 자두는 진짜 예언자?         | 2013년 4월 25일  |
| 29화       | 마니또                      | 2013년 5월 2일   |
| 30화       | 엄마는 가구왕               | 2013년 5월 9일   |
| 31화       | 가을은 민짖를 슬프게 해     | 2013년 5월 16일  |
| 32화       | 크리스마스의 악몽           | 2013년 5월 23일  |
| 33화       | 자두의 일기                 | 2013년 5월 30일  |
| 34화       | 쓰레기 투기범을 찾아라      | 2013년 6월 6일   |
| 35화       | 행운의 편지                 | 2013년 6월 13일  |
| 36화       | 반항하지 말란 말이야        | 2013년 6월 20일  |
| 37화       | 튼튼한 어린이를 찾습니다    | 2013년 6월 27일  |
| 38화       | 우리들만의 비밀             | 2013년 7월 4일   |
| 39화       | 봉숭아 물들이긴 힘들어      | 2013년 7월 11일  |
| 40화       | 스튜디어스 민지             | 2013년 7월 18일  |
| 41화       | 부모님의 결혼기념일 소동    | 2013년 7월 25일  |
| 42화       | 캠핑이 좋아                 | 2013년 8월 1일   |
| 43화       | 그게 아마 첫사랑            | 2013년 8월 8일   |
| 44화       | 오 마이 스윗홈              | 2013년 8월 15일  |
| 45화       | 독감예방주사                | 2013년 8월 22일  |
| 46화       | 눈병주의보                  | 2013년 8월 29일  |
| 47화       | 우유가 싫어요               | 2013년 9월 5일   |
| 48화       | 편식을 고치는 방법에 대하여 | 2013년 9월 12일  |
| 49화       | 친구의 집은 어디일까?       | 2013년 9월 19일  |
| 50화       | 대왕바나나의 비밀           | 2013년 9월 26일  |
| 51화       | 아빠의 선물                 | 2013년 10월 3일  |
| 52화       | 세 번째 동생                | 2013년 10월 10일 |
| 53화       | 안경이 뭐길래               | 2013년 10월 17일 |
| 54화       | 건강에 좋대요               | 2013년 10월 24일 |
| 55화       | 그래, 바로 이 맛이야        | 2013년 10월 31일 |
| 56화       | 은희의 생일                 | 2013년 11월 7일  |
| 57화       | 멋있어지고 싶어             | 2013년 11월 14일 |
| 58화       | 고라니 수사대               | 2013년 11월 21일 |
| 59화       | 엄마의 춤바람               | 2013년 11월 28일 |
| 최종화(60) | 미스 리틀코리아             | 2013년 12월 5일  |

### 시즌 3
| 회차       | 주제                                                   | 방송일자         |
| ---------- | ------------------------------------------------------ | ---------------- |
| 1화        | 뷔페 전쟁곤충 채집                                     | 2015년 11월 9일  |
| 2화        | 태풍과 금두꺼비즐거운 우리 집                          | 2015년 11월 16일 |
| 3화        | 정의의 이름으로말썽왕국                                | 2015년 11월 23일 |
| 4화        | 청개구리 소동신발 없는 아이                            | 2015년 11월 30일 |
| 5화        | 브레드 자두오 마이 아이큐                              | 2015년 12월 7일  |
| 6화        | 좋아해마술일까 개그일까                                | 2015년 12월 14일 |
| 7화        | 놀이동산에서 생긴 일내 방이 필요해                     | 2015년 12월 21일 |
| 8화        | 미켈란자두슈퍼스타                                     | 2015년 12월 28일 |
| 9화        | 엄마 말씀을 들으면 자다가도 떡이 생긴다나도 걸스카우트 | 2016년 1월 4일   |
| 10화       | 인기투표엄마는 쉐프                                    | 2016년 1월 11일  |
| 11화       | 아름다운 시절아빠, 이제는 끊어 보세요                  | 2016년 1월 18일  |
| 12화       | 말괄량이 길들이기크리스마스 친구와 함께                | 2016년 1월 25일  |
| 최종화(13) | 누룽지 이야기내 미래 신랑감은 누구?                    | 2016년 2월 1일   |

### 시즌 4
| 회차       | 주제                                      | 방송일자        |
| ---------- | ----------------------------------------- | --------------- |
| 1화        | 어쩌다 영웅(상)                           | 2018년 1월 3일  |
| 2화        | 어쩌다 영웅(중)                           | 2018년 1월 10일 |
| 3화        | 어쩌다 영웅(하)                           | 2018년 1월 17일 |
| 4화        | 자두 괴담오래된 새 친구                   | 2018년 1월 24일 |
| 5화        | 내 꿈은 개그맨우사인 볼트처럼             | 2018년 1월 31일 |
| 6화        | 러브 스토리별게 다 부러운 소녀            | 2018년 2월 7일  |
| 7화        | 워킹맘 난향 씨사랑은 움직이는 거야        | 2018년 2월 14일 |
| 8화        | 우리의 소원은 통일빵아지는 내 친구        | 2018년 2월 21일 |
| 9화        | 학원 보내주세요아빠의 드림카              | 2018년 2월 28일 |
| 10화       | 남자의 계절실내화 소동                    | 2018년 3월 14일 |
| 11화       | 미미언니 자두어른이 되고 싶어요           | 2018년 3월 21일 |
| 12화       | 혈액형 소동공포의 기차여행                | 2018년 3월 28일 |
| 13화       | 삼촌의 소개팅웬만해선 그들을 막을 수 없다 | 2018년 4월 4일  |
| 14화       | 다이어트가 필요해아기 모임                | 2018년 4월 18일 |
| 15화       | 자두 탐정단돌아온 두두                    | 2018년 4월 25일 |
| 최종화(16) | 틀다 밴드                                 | 2018년 5월 2일  |

### 시즌 5
| 회차       | 주제                      | 방송일자        |
| ---------- | ------------------------- | --------------- |
| 1화        | 연싸움                    | 2023년 1월 18일 |
| 2화        | 스케이트 소동             | 2023년 1월 25일 |
| 3화        | 마지막 잎새               | 2023년 2월 1일  |
| 4화        | 엄마의 반지               | 2023년 2월 8일  |
| 5화        | 내 사랑 순대              | 2023년 2월 15일 |
| 6화        | 중고거래 사기꾼을 잡아라! | 2023년 2월 22일 |
| 7화        | 가져서 뭐하게             | 2023년 2월 25일 |
| 8화        | 엄마의 옛 친구            | 2023년 3월 4일  |
| 9화        | 지금 만나러 갑니다        | 2023년 3월 11일 |
| 10화       | 자두네 가족 수난기        | 2023년 3월 18일 |
| 11화       | 전복의 서울 나들이        | 2023년 3월 25일 |
| 12화       | 나의 영웅                 | 2023년 4월 1일  |
| 13화       | 성훈의 유학               | 2023년 4월 8일  |
| 14화       | 개천에서 황금용           | 2023년 4월 15일 |
| 15화       | 자두와 앵두(상)           | 2023년 4월 22일 |
| 최종화(16) | 자두와 앵두(하)           | 2023년 4월 29일 |

### 시즌 6
| 회차       | 주제                     | 방송일자        |
| ---------- | ------------------------ | --------------- |
| 1화        | 도전! 가족오락실         | 2025년 1월 8일  |
| 2화        | 우리집 짠순이            | 2025년 1월 26일 |
| 3화        | 우정에 대하여            | 2025년 2월 5일  |
| 4화        | 교생 선생님              | 2025년 2월 12일 |
| 5화        | 땅을 보고 걸어요         | 2025년 2월 19일 |
| 6화        | 매일매일 한가위만 같아라 | 2025년 2월 26일 |
| 7화        | 반갑다 친구야            | 2025년 3월 5일  |
| 8화        | 커피가 뭐길래            | 2025년 3월 12일 |
| 9화        | 외할머니의 기억          | 2025년 3월 19일 |
| 10화       | 단풍여행                 | 2025년 3월 27일 |
| 11화       | 부산에서 생긴 일         | 2025년 4월 3일  |
| 12화       | 사지 마세요              | 2025년 4월 10일 |
| 13화       | 아메리칸 드림            | 2025년 4월 17일 |
| 14화       | 인형 병원                | 2025년 4월 24일 |
| 15화       | 텔레파티                 | 2025년 5월 1일  |
| 최종화(16) | 올라! 스페인 축구 캠프   | 2025년 5월 7일  |

## 사운드 트랙
| #            | 제목                     | 작사         | 작곡           | 가수         | 재생 시간 |
| ------------ | ------------------------ | ------------ | -------------- | ------------ | --------- |
| 1.           | 〈안녕 자두야〉 (오프닝) | 석종서       | 황규동, 김정아 | 박나연       | 2분 47초  |
| 2.           | 〈안녕 자두야〉 (엔딩)   | 석종서       | 황규동, 김정아 | 김기원       | 2분 51초  |
| 총 재생 시간 | 총 재생 시간             | 총 재생 시간 | 총 재생 시간   | 총 재생 시간 | 5분 38초  |

## 영화 작품

### 스페셜 방송
- 안녕 자두야 스페셜 (인어공주 편)
- 안녕 자두야: 진달래의 비밀
- 안녕 자두야: 서유기 어쩌다 영웅
- 안녕 자두야 스페셜: 언더 더 씨
- 안녕 자두야 스폐셜:효녀자두&엄지공주

### 안녕 자두야 명작동화
《안녕 자두야 명작동화》는 《안녕 자두야》를 명작동화판으로 제작한 작품이다.

## 앱 어플리케이션
안녕 자두링(Hello Jadooring)은 안녕 자두야의 주인공인 자두와 영상통화 컨셉으로 생활영어회화를 학습할 수 있도록 도와주는 앱 서비스이다. 현재 안드로이드에서만 지원 중이다.

## 참고 자료
- 원성윤 (2009년 12월 28일). “'아기공룡 둘리'를 잇는 국산 애니 '안녕! 자두야'”. PD저널. 2016년 3월 5일에 원본 문서에서 보존된 문서. 2012년 7월 27일에 확인함.
- “안녕 자두야(2011년)”. 애니메이션 상세정보. 베스트애니메. 2012년 7월 27일에 확인함.[깨진 링크(과거 내용 찾기)]

## 수상
- 2010년 제4회 케이블TV 방송대상 교육/어린이부문 올해의 작품상

### 내용주
1. ↑  그녀의 실제 가족 구성원과 작중의 가족 구성원이 이름만 살짝 다를 뿐 같다고 한다.
2. ↑  다만, 해당 작품의 시대적 배경을 기준으로 했을 때에는 대한민국 서울특별시 관악구에 속하였다(해당 문서 참조.).

### 참조주
1. ↑  〈미켈란자두〉. 《안녕 자두야》. 시즌 3. 제8 회. 투니버스.
2. ↑  〈안경이 뭐길래〉. 《안녕 자두야》. 시즌 2. 제53 회.
3. ↑  이, 빈 (2019년 10월 25일). 《엄마는 단짝친구 25권》. 학산문화사. 134쪽. ISBN 9791134842703.

### 결방 및 편성안내
- 2025년 1월 15일: SBS 뉴스특보 윤석열 체포 공수처 조사관계로 인해 결방했다.
- 2025년 5월 8일: 고향이 보인다의 관계로 인해 전날인 7일 오후 12시 45분에 편성했다.